# Zimmerbach (Aalenbach)
Der Zimmerbach ist ein etwa anderthalb Kilometer langer Bach in der Stadtteilgemarkung Großaltdorf der Kleinstadt Vellberg im Landkreis Schwäbisch Hall im nordöstlichen Baden-Württemberg, der nach erst nordwestlichem, dann westlichen Lauf gegenüber dem Osteck des Dorfes Großaltdorf von links in den mittleren Aalenbach mündet.

## Geographie

### Verlauf
Der Zimmerbach entsteht etwa einen halben Kilometer östlich des Großaltdorfer Sportplatzes auf etwa 430 m ü. NHN just eben noch im Waldgewann Klausen zwischen der Bergkuppe Obere Ebene (ca. 488 m ü. NHN) im Süden und dem Bergvorsprung Horn (ca. 460 m ü. NHN) im Osten neben dem vom oberen Oberspeltacher Seebach im Südosten herkommenden Forstweg Schiedweg, der nach dem Waldaustritt gleich danach westwärts als Herdweg bis nach Großaltdorf weiterzieht. Nur wenige Meter vom Flurrand entfernt, laufen dort eine etwas kürzere Bachrinne von Osten den ganzen Hang des Horns herab und ein etwas längerer südlicher Quellast vom Mittelhang unter der Oberen Ebene zusammen, die beide um 0,2 km lang sind und auf etwa 455 m ü. NHN beginnen.
Der Zimmerbach fließt von dort auf dem ersten Drittel seines Weges nordwestlich, auf den ersten dreihundert Metern am unteren Waldrand des Horns entlang, dem am linken Ufer das überwiegend beackerte Gewann Hornweide gegenüberliegt, bis nahe einem vereinzelten landwirtschaftlichen Gebäude und sogar der L 1040 Lorenzenzimmern–Großaltdorf. Nur noch fünfzig Meter von der Landesstraße entfernt, knickt der in einem geraden Graben laufende, seit dem vorderen Spornfuß des Horns am Ufer kahle Bach dort auf danach westlichen Lauf ab. Vor und nach der ihn kreuzenden Zufahrt von der Landesstraße zum Sportplatz im Süden steht zwischendurch etwas Gehölz am Lauf, nach insgesamt etwa 600 Metern unterquert der Bach dann die Landesstraße. Erst jenseits von dieser bildet der Bach eine Talmulde aus. Unter dem rechts einzelnstehenden Großaltdorfer Anwesen Mühlhof pendelt der Bach unter einer Baumgruppe erstmals seit seinem Waldaustritt wieder etwas zwischen Steil- und Flachufern. Der danach wieder baumlose, aber am Ufer von hohen Stauden bewachsene Bachlauf und das Tälchen wenden sich zuletzt nach Südwesten. Auf etwa 392 m ü. NHN mündet er von links weniger als hundert Meter unterhalb des Razenbach-Zuflusses und dem östlichen Eck des Großaltdorfer Bebauungsbereichs gegenüber in den mittleren Aalenbach.
Der Zimmerbach mündet nach einem 1,6 km langen Lauf mit mittlerem Sohlgefälle von etwa 24 ‰ ungefähr 38 Höhenmeter unterhalb des Zusammenflusses seiner beiden Quellrinnen. Außer diesen hat er keine offenen Zuflüsse.

### Einzugsgebiet
Das Einzugsgebiet des Zimmerbachs ist etwa 0,7 km² groß. Nur etwa ein Sechstel von diesem im Südosten oberhalb des Zusammenflusses der Quellrinnen mit dem hinteren Sporn des Horns und dem Hang hinauf zur Oberen Ebene liegt, naturräumlich gesehen, im Unterraum Burgberg-Vorhöhen und Speltachbucht der Schwäbisch-Fränkischen Waldberge, der übrige, fast bis an die Aalenbach-Talmulde reichende und meist sehr flache Anteil im Unterraum Haller Ebene der Hohenloher und Haller Ebene. Der höchste Punkt liegt auf der bis etwa 488 m ü. NHN hohen Oberen Ebene. Der Naturraumgrenze folgt etwa der Waldgrenze, der offene Anteil steht überwiegend unterm Pflug. Einziger Siedlungsplatz ist der Mühlhof rechts über dem kurzen Unterlauftälchen. Das gesamte Gebiet liegt in der Stadtteilgemarkung Großaltdorf von Vellberg.
Die Einzugsgebiete der folgenden Nachbargewässer grenzen reihum an das des Zimmersbachs:
- Im Norden ist der aufnehmende Aalenbach das nächste offene Gewässer;
- im Nordosten fließt der Brühlbach in Lorenzenzimmern oberhalb und von links zu diesem;
- im Südosten liegt jenseits der kurzen, höchsten und hydrologisch wichtigsten Wasserscheide das Quellgebiet des Lanzenbachs, der über die Speltach zur Jagst entwässert, während der Aalenbach über die Bühler den Kocher speist;
- im Westsüdwesten zieht der Steppach unterhalb des Zimmerbachs zum Aalenbach.

## Geologie
Höchste geologische Schicht ist eine wenig ausgedehnte Schilfsandstein-Lage (Stuttgart-Formation) auf dem Hochplateau der Oberen Ebene. Darunter liegt auf dem überwiegenden Teil des Einzugsgebietes Gipskeuper (Grabfeld-Formation) und erst kurz vor der Querung der L 1040 hat sich der Zimmerbach in den Lettenkeuper (Erfurt-Formation) eingegraben, der dann im Unterlauf-Tälchen bis zum Aalenbach hinab und beidseits darüber ansteht.

### LUBW
Amtliche Online-Gewässerkarte mit passendem Ausschnitt und den hier benutzten Layern: Lauf und Einzugsgebiet des Zimmerbachs

Allgemeiner Einstieg ohne Voreinstellungen und Layer: Daten- und Kartendienst der Landesanstalt für Umwelt Baden-Württemberg (LUBW) (Hinweise)
1. 1 2 3 4 5  Höhe nach dem Höhenlinienbild auf dem Hintergrundlayer Topographische Karte.
2. ↑  Länge nach dem Layer Gewässernetz (AWGN).
3. ↑  Einzugsgebiet abgemessen auf dem Hintergrundlayer Topographische Karte.
4. ↑  Länge abgemessen auf dem Hintergrundlayer Topographische Karte.

### Andere Belege
1. ↑  Wolf-Dieter Sick: Geographische Landesaufnahme: Die naturräumlichen Einheiten auf Blatt 162 Rothenburg o. d. Tauber. Bundesanstalt für Landeskunde, Bad Godesberg 1962. → Online-Karte (PDF; 4,7 MB)
2. ↑  Geologie nach den Layern zu Geologische Karte 1:50.000 auf: Mapserver des Landesamtes für Geologie, Rohstoffe und Bergbau (LGRB) (Hinweise)